# لئوناردو مانکوزو
لئوناردو مانکوزو (انگلیسی: Leonardo Mancuso؛ زادهٔ ۲۶ مهٔ ۱۹۹۲) بازیکن فوتبال اهل ایتالیا است.
از باشگاه‌هایی که در آن بازی کرده‌است می‌توان به باشگاه فوتبال یوونتوس، باشگاه فوتبال دلفینو پسکارا، و باشگاه فوتبال چیتادلا اشاره کرد.
وی همچنین در تیم ملی فوتبال Italy U20 C بازی کرده‌است.